# 사라예보주

사라예보 주의 위치

사라예보주(보스니아어: Kanton Sarajevo, 크로아티아어: Sarajevska županija, 세르비아어: Сарајевски кантон)는 보스니아 헤르체고비나를 구성하는 국가 및 지역인 보스니아 헤르체고비나 연방에 속해 있는 10개 주 가운데 하나로 주도는 사라예보(보스니아 헤르체고비나의 수도이기도 함)이며 면적은 1,276.9km2, 인구는 578,757명(2011년 기준), 인구 밀도는 450명/km2이다.

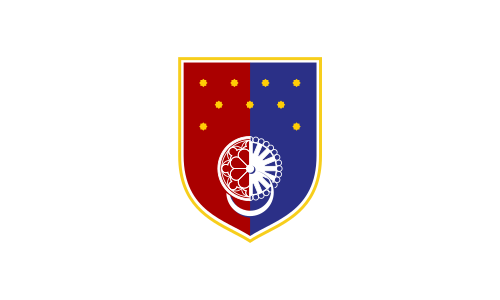
주기
주 문장

## 지방 자치체
9개 지방 자치체를 관할한다.
1. 첸타르 (Centar)*
2. 하지치 (Hadžići)
3. 일리자 (Ilidža)
4. 일리야시 (Ilijaš)
5. 노비그라드 (Novi Grad)*

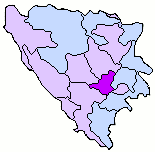
사라예보 주

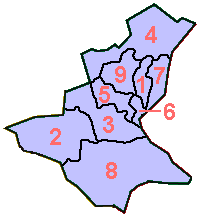
사라예보 주의 지방 자치체

6. 노보사라예보 (Novo Sarajevo)*
7. 스타리그라드 (Stari Grad)*
8. 트르노보 (Trnovo)
9. 보고슈차 (Vogošća)

- 1번, 5번, 6번, 7번 지방 자치체는 사라예보 시의 일부로 본다.

## 지리와 인구
보스니아 헤르체고비나 중부에 위치하며 면적은 1,276.9km2, 인구는 578,757명(2011년 기준)이다. 주 전체 인구 가운데 79.6%는 보스니아인이고 11.2%는 세르비아인, 6.7%는 크로아티아인이다.